# مصطفی بیگ علی‌بی‌اف
مصطفی بیگ علی‌بی‌اف (۱۸۸۲، نوخا - ۱۹۴۵) روزنامه‌نگار، نویسنده، نمایشنامه‌نویس، وکیل. او ناشر مجله «ایشیق»، عضو انجمن خیریه نجات، جمعیت «کمک به نیازمندان»، دبیر انجمن خیریه هدایت و عضو حزب احرار بود.

## زندگی
مصطفی بیگ علی بی‌اف در سال ۱۸۷۲ در شهر شکی آذربایجان متولد شد. در سال‌های اول تحصیل، زبان‌های عربی و فارسی را به خوبی فرا گرفت. او در مدرسه روسی-تاتاری در شکی تحصیل کرد. او در سال ۱۸۹۲ از جیمنیزیوم تفلیس فارغ‌التحصیل شد. در این سالها به فراگیری زبان روسی و فرانسه پرداخت

## فعالیت
در سال ۱۸۹۲ به عنوان مترجم بازپرس ارشد در دادگاه منطقه ای فرمانداری باکو شروع به کار کرد. وی عضو انجمن خیریه نجات بود.
او علاوه بر اینکه به عنوان حقوقدان شناخته می‌شد، به عنوان منتقد ادبی نیز شناخته می‌شد. او به عنوان نثرنویس، روزنامه‌نگار، نویسنده و نمایشنامه‌نویس فعالیت می‌کرد. او مقالات خود را با نام مستعار «یوخاری‌باشلی» می‌نوشت. این به خاطر این است که او در محله یوخاری‌باش شکی زندگی می‌کرد.

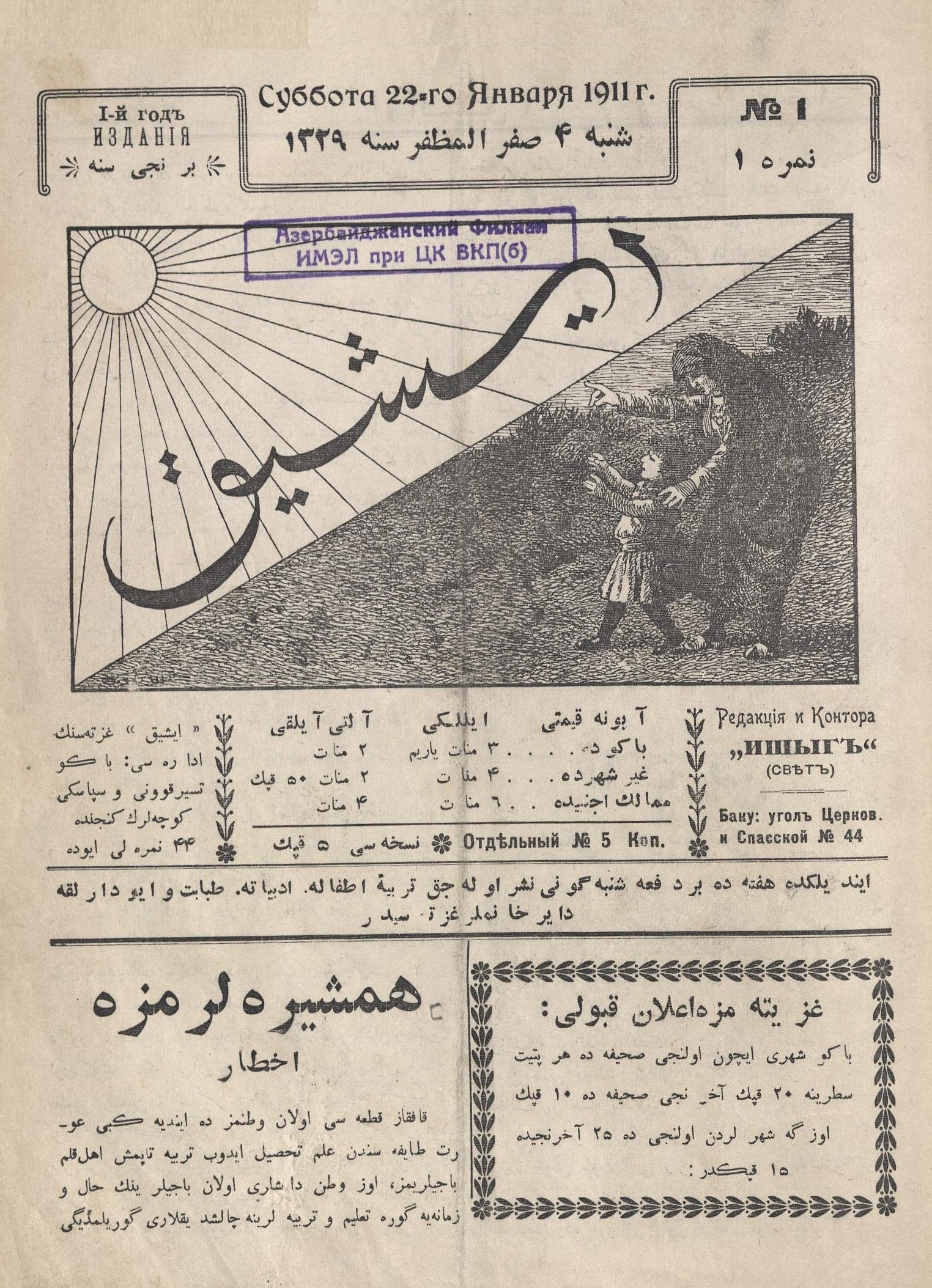
جلد شماره اول مجله ایشیق

در سال ۱۹۰۵ مقاله «جزیره نفتی آبشرون» و در سال ۱۹۱۵ نمایشنامه «اشک‌های خونین ریخته شده ما در دروازه دادگاه‌ها» و لیبرتو هفت قسمتی «قربانی مالک جلاد» را نوشت. نمایشنامه شش پرده ای «اشک‌های خونین ریخته شده ما در دروازه دادگاه‌ها» به شرح خودسری‌ها و تعلل‌های صورت گرفته در دادگاه‌ها و دیوان‌های روسیهٔ تزاری، خودسری‌های مقامات ارمنی و دیدگاه‌های توهین آمیز آنان به مردم است.
او لیبرتو «قربانی مالک جلاد» را به زبان روسی نوشت. این لیبرتو حکایت از فاجعهٔ خانم گلبهار اخریوا بود دارد که رئیس جیمنیزیوم دخترانه حاجی زین‌العابدین تقی‌یف.
او در سال ۱۹۰۵ دبیر انجمن خیریه «هدایت» بود که به ریاست حاجی زینال الدین تقی اف تأسیس شد. وی برای خارج کردن نفت باکو از انحصار سرمایه خارجی و استفاده از آن در جهت رفاه مردم، اقدام به ایجاد شرکت نفت «هدایت اسلامیه» زیر نظر جمعیت کرد. به همین منظور اساسنامه شرکت مشتمل بر ۲۷ بند را تنظیم کرد. جمعیت هدایت با عادات رادیکال مذهبی، شاخسی واخسی و سایر مراسم مشابه مخالفت می‌کرد. این جمعیت خطاب به مردم در مورد ضررهای این آداب و رسوم اطلاع‌رسانی می‌کرد. دبیر جمعیت، مصطفی بیگ علی بی‌اف در این باره در روزنامه «ارشاد» مطلبی می‌نوشت. این اطلاع‌رسانی‌ها با خشم متعصبان مذهبی شهر مواجه شده بود. برخی حتی خواستار سر بریدن میر محمد کریم باکووی و مصطفی بیگ علی بی‌اف از اعضای جامعه بودند. بعدها افراد مذهبی درب خانه میر محمد کریم را به آتش کشیدند. همچنین مصطفی بیگ علی بی‌اف برای رهایی از آزار و اذیت، مدتی خانه خود را ترک نمی‌کرد.
در ۱۲ ژانویه ۱۹۱۱ اولین مجله زنان در آذربایجان به نام «ایشیق» که سردبیر آن همسرش خدیجه علی‌بیگ‌اوا بود منتشر شد.
این مجله با حمایت مالی حاجی زین‌العابدین تقی‌ف منتشر می‌شد. از آنجایی که برخی از مقالات این مجله به زبان روسی نوشته شده بودند، در خارج از باکو در تفلیس، مسکو، ایروان و کیف خوانده می‌شدند. انتشار این مجله تا پایان سال ۱۹۱۲ ادامه یافت و در این مدت ۶۸ شماره منتشر شد. مصطفی‌بیگ علی‌بی‌اف در مقاطع مختلف با اسامی معلوم و نامعلوم در مطبوعات ظاهر می‌شد. او یکی از نویسندگان اصلی روزنامه بصیرت بود که از آوریل ۱۹۱۴ تا ۱۹۲۰ منتشر می‌شد.
در سال ۱۹۱۳ در دادگاه قتل ملا روح‌الله محمدزاده شرکت کرده بود.
او از جمله کسانی بود که به انجمن «حریت معارف نوخا» که در سال ۱۹۱۷ فعالیت خود را آغاز کرد کمک مالی می‌کرد.
پس از انقلاب دموکراتیک بورژاوی فوریه وی شروع به فعالیت سیاسی کرد و به حزب احرار پیوست. وی به عنوان عضوی از جمعیت «کمک به نیازمندان» با گرفتن سلاح لشکر سواره‌نظام بومی قفقاز مخالفت کرد و خواستار بازگرداندن سلاح آنها از کمیساریای باکو شد. او در تحویل اسیران نظامی ترک به دولت عثمانی مشارکت داشت.
پس از تأسیس جمهوری آذربایجان، او به عضویت اتحادیه نویسندگان «یاشیل قلم - قلم سبز» درآمد. از طریق جمعیت «کمک به نیازمندان» به مردم در زمینه غذا و پوشاک کمک کرد.
در سال ۱۹۲۰، پس از تهاجم ارتش سرخ به جمهوری خلق آذربایجان، به شکی نقل مکان کرده و قاضی مردم در پرونده‌های مهم، رئیس دفتر وکالت و عضوی از تشکل «هیئت مدافعون» در گنجه شد.

## مرگ
در سال ۱۹۳۷ تحت سرکوب قرار گرفت. او به سیبری تبعید و به ۸ سال زندان محکوم شد. او در سال ۱۹۴۵ درگذشت. محل قبر او معلوم نیست.

## خانواده
پدر مصطفی بیگ علی‌بی‌اف در کاخ شکی‌خان میرزا بود.
مصطفی بیگ علی‌بی‌اف با خدیجه سبحان‌قلی‌اوا ازدواج کرد. او در سال ۱۸۸۴ در تفلیس متولد شد. در آنجا او، پس از تحصیل در جیمنیزیوم دخترانه روسی، او از مؤسسه مامایی اولگینسکایا قفقاز جنوبی فارغ‌التحصیل شد. در سال ۱۹۰۸ به همراه ۱۴ خانم در افتتاحیه بخش زنان جمعیت نجات شرکت کرد. او سردبیر اولین مجله زنان در آذربایجان به نام «ایشیق» بود. از این ازدواج ۵ فرزند به دنیا آمد.

## یادبود
پس از اشغال شوروی، مصطفی بیگ علی‌بی‌اف به شهر شکی نقل مکان کرد و باغی را در منطقه ای وسیع در قسمت کوهستانی شهر ساخت. او اینجا آب کشیده بود و درختان مختلفی می‌کاشت. پس از سرکوب، «اردوگاه پیشگامان» در این منطقه ایجاد شد. این مکان هنوز در بین مردم به «باغ مصطفی بیگ» معروف است.